# Jacques Haumont
Pour les articles homonymes, voir Haumont.
Jacques Haumont, né le 28 mars 1899 à Paris, et mort dans la même ville le 13 juin 1974, est un éditeur et imprimeur-typographe français. 

## Biographie
Chartiste de la promotion d'André Chamson (1924) à l'École nationale des chartes de Paris, Jacques Haumont a publié, entre 1930 et 1971, plus de 320 livres.
Grand amoureux du livre et de son histoire, fin connaisseur des textes, stendhalien émérite, Jacques Haumont a laissé la trace d’un éditeur exigeant en matière d'art typographique, doublé d’un érudit, respectueux des lettres françaises, de la qualité de leur transmission et de leur reproduction.

### Famille
Jacques Haumont s'est d'abord fiancé, de 1921 à 1922, à Renée de Roustan, disparue la même année à l'âge de 23 ans.
Il épousera ensuite en 1932 Madeleine Louise Odier, ingénieure chimiste. De cette première union naîtront quatre enfants, Élisabeth (1933-2011), Antoine (1935-2016), François (1939-1981) et Bernard (1938).
En 1953, Jacques Haumont se remarie avec Madeleine Laval (1912-2002), germaniste. Ils auront trois enfants, Philippe (1953), Jean-Jacques (1955-2006) et Michel (1957).